# Поппер-Линкеус, Йозеф
Йозеф Поппер, псевдоним Линкеус (нем. Josef Popper-Lynkeus, 21 февраля 1838, Колин — 21 декабря 1921, Вена) — австрийский мыслитель, учёный, писатель и изобретатель.

## Биография
Родился в еврейском квартале города Колин (ныне Чехия). Высшее техническое образование получил в Пражском и Венском политехникумах (последний окончил в 1859 году). Высшее гуманитарное образование приобрёл, посещая в качестве вольного слушателя различные лекции в Венском университете и глубоко прорабатывая литературу по интересующим его темам.
После завершения учёбы в Венском политехникуме около двух лет работал инженером в частной фирме. В 1862—1866 годах репетиторствовал и эпизодически читал лекции, а с 1867-го по 1897-й год включительно занимался изобретательством в частном порядке. В 1868 году изобрёл систему прокладок для предохранения от накипи на внутренних стенках паровых котлов. Это и ряд других изобретений создали ему условия для творческой работы в области инженерии, физики, социальной и моральной философии, независимо от истеблишмента и замкнутых академических группировок.

## Некоторые труды Поппера и его социальная система
Некоторые идеи Иосифа Поппера опередили своё время. Например, в области инженерии — передача энергии на расстояние, преобразование механической энергии водопадов и приливов в электрическую (1862); в области физики — взаимосвязь массы и энергии (1883), идея кванта энергии (1884), принцип неустранимого искажения приборами параметров исследуемых объектов; в области психологии — толкование сновидений на основе анализа конфликта между социальным сознанием человека и его животными порывами (новелла «Во сне, как наяву», 1889). За несколько лет до Теодора Герцля, в своей работе «Князь Бисмарк и антисемитизм» (1886), Иосиф Поппер приходит к выводу, что евреев от антисемитизма может спасти лишь их собственное государство. Создание такого государства — дело безотлагательное. Неважно, какой на первых порах там будет режим — пусть даже и монархический.
Упомянутая новелла вошла в сборник философских новелл под общим названием «Фантазии реалиста», опубликованном в 1889 году и выдержавшим двадцать изданий. С этого времени Иосиф Поппер стал пользоваться псевдонимом «Линкеус» — по имени «вдаль смотрящего кормчего» корабля аргонавтов, фигурирующего в гётевском «Фаусте». Из многих интересных мыслей, высказанных Поппером-Линкеусом в этом сборнике, отметим три:
1. Воздействие маршевой музыки на массы;
2. О целесообразности некоторых наказаний;
3. О праве человека на жизнь.

На первых двух вопросах остановимся вскользь, а на третьем — несколько подробнее.
Поппер-Линкеус отмечает большую власть музыки над массами, он говорит, что маршевая музыка часто способствует тирании, превращая массы в тесто, из которого можно всё лепить. Эта мысль Поппера-Линкеуса перекликается с мыслью Льва Толстого, который как-то сказал: «Там, где хотят иметь побольше рабов, пусть побольше сочиняют маршевую музыку».
В области правосудия Поппер-Линкеус считал, что главным наказанием за преступление должна быть огласка, и только рецидивистов надо изолировать.
По утверждению Поппера-Линкеуса право на жизнь — главное, естественное право человека, и поэтому государство не вправе посылать по своему усмотрению человека на смерть без его согласия. Он был сторонником воинской повинности, но при условии, что на поле боя будут посылаться только добровольцы.
Право на жизнь, однако, остается пустым звуком, если человек не обеспечен предметами и услугами первой необходимости.
Свою социальную систему, обеспечивающую всех людей предметами первой необходимости, Иосиф Поппер-Линкеус разрабатывает в ряде своих произведений, начиная с работы «Право жить и обязанность умереть» (1878) и кончая работой «Всеобщая обязательная служба обеспечения питанием как решение социальной проблемы» (1912).
По идее Поппера, общество обязано обеспечить своих членов предметами первой необходимости — питанием, одеждой и жильём, а также услугами первой необходимости — здравоохранением, воспитанием и образованием до достижения совершеннолетия. Со своей стороны, каждый здоровый член общества в рамках трудовой повинности осуществляет работы, не требующие высшего или среднего специального образования по созданию материальной основы народного хозяйства (добыча полезных ископаемых, лесоразработки, сельскохозяйственные работы, строительство дорог и зданий и т. п.). Он также участвует в производстве предметов и в оказании услуг первой необходимости.
По мнению Поппера-Линкеуса, справедливое человеческое общество возникнет не в результате насильственного переворота, а как следствие процесса убеждения и общего согласия. В нем каждый здоровый человек в течение своей жизни проходит четыре социально-возрастные стадии, из которых третью у него есть возможность миновать: 1) воспитательно-образовательную (до 18 лет); 2) «натурально-хозяйственную» (мужчины до 30 лет, а женщины до 25); 3) «денежно-хозяйственную»; 4) пенсионную. Причём возрастная грань между двумя последними устанавливается каждым членом общества по своему усмотрению.
Во время второй из этих стадий все здоровые члены общества проходят трудовую повинность, что даёт им право в течение всей своей жизни безвозмездно получать предметы и услуги первой необходимости.
На третьей стадии те члены общества, которые чувствуют в этом потребность и которые этого желают, по своему усмотрению трудятся в одном из денежно-хозяйственных секторов — государственном или частном (в последнем — в качестве наемных работников или свободных предпринимателей). За свой труд они получают денежное вознаграждение, которое позволяет им приобретать предметы и пользоваться услугами не первой необходимости.
В течение двух последних из указанных социально-возрастных стадий человек свободен, чего нельзя сказать о первых двух, когда человек зарабатывает свою свободу и дорастает до осознания её. При этом, как отмечает Поппер-Линкеус, вместе с развитием науки и техники продолжительность второй стадии будет постепенно уменьшаться. Вместе с тем будет расширяться объем понятия «предметы и услуги первой необходимости».
Необходимой предпосылкой возможности построения социальной системы по Попперу-Линкеусу является привитие на первой социально-возрастной стадии подрастающему поколению любви и уважения к человеку, любви к труду и отвращения к лжепотребностям, а также навыков рационального распределения времени досуга.

## Почитатели Поппера
Почитателями Поппера-Линкеуса были физики Альберт Эйнштейн и Эрнст Мах, философы Мартин Бубер и Гуго Бергман, химик Вильгельм Оствальд, математик Рихард фон Мизес, статистик Карл Балод, физиолог Теодор Бэр, психолог Зигмунд Фрейд, писатели Макс Брод, Стефан Цвейг и Артур Шницлер, а также основоположник ревизионистского направления в сионизме Владимир (Зеев) Жаботинский.
Жаботинский указал на пять символов программы-минимум Поппера-Линкеуса — «пять ‘п’: пища, платье, помещение, поликлиника, просвещение» (на иврите — «пять ‘мем’: мазон, малбуш, маон, мирпаа, морэ»). Называя отсутствие каждого из этих символов «ямой», он говорил: «Человеческое общество подобно детскому саду. В детском саду — пять ям, в соответствии с „пятью ‘п’“. Для детей, играющих в детском саду, существует опасность упасть в одну из этих ям. Что делает прусский страж? Устанавливает щиты с надписями: „Не иди направо!“, „Не иди налево!“ Вслед за Поппером я предлагаю засыпать все эти ямы и дать возможность детям свободно играть, где только вздумается».
21 февраля 1918 года в ознаменование 80-летия со дня рождения Иосифа Поппера-Линкеуса его последователи, врач и психолог Фриц Виттельс и писатель Вальтер Маркус, создали в Вене организацию «Универсальная служба питания». В течение нескольких лет эта организация издавала бюллетень под одноимённым названием. Она просуществовала 20 лет и была распущена во время аншлюса Австрии Германией.
21 декабря 1921 года Иосиф Поппер-Линкеус скончался. В знак признания его заслуг улица в Вене, на которой он проживал последние годы жизни, была названа его именем.
Накануне 150-летия со дня рождения Иосифа Поппера в университете имени Гёте во Франкфурте-на-Майне был основан фонд для исследования творчества Поппера-Линкеуса и пропаганды его идей.
8 июля 2007 года мэрия Тель-Авива — Яффо приняла решение присвоить одной из улиц города Яффо имя Иосифа Поппера-Линкеуса.

## Списки произведений Поппера и произведений о нём
Все свои произведения Иосиф Поппер-Линкеус писал на немецком языке. Отметим некоторые его работы, выше не упоминавшиеся (включая и изданные посмертно):
1. «Нравственный мировой порядок» (1877);
2. «Этическое и культурное значение технического прогресса» (1886);
3. «Вольтер» (1905);
4. «О физических основах передачи электроэнергии» (1905);
5. «Полёт машин и птиц. Историко-критическое аэротехническое исследование» (1911);
6. «Автобиография» (1917),
7. «Война, мобилизация, государственное законодательство» (1921);
8. «Философия уголовного права» (1924);
9. «Я и социальная совесть» (1924);
10. «Об основных понятиях философии и достоверности нашего знания» (1924).

Из работ о Иосифе Поппере-Линкеусе и о его произведениях отметим нижеследующие.
На немецком языке:
1. Рихард Щварц «Ратенау, Гольдштейн, Поппер-Линкеус и их социальные системы» (1919);
2. Фриц Виттельс «Ликвидация нищеты» (1922; перевод на англ. 1925);
3. Адольф Гельбер «Иосиф Поппер-Линкеус. Его жизнь и деятельность» (1922);
4. Эмиль Фельдес «Люди завтрашнего дня» (роман, описывающий общество, построенное на принципах Иосифа Поппера-Линкеуса, 1924);
5. Феликс Френкель «Всеобщее обеспечение питанием и Пан-Европа» (1924);
6. Генрих Леви «Теория познания Поппера-Линкеуса и её связь с философией Маха» (1932);
7. Роберт Планк «Инженер общества» (1938).

На иврите:
1. Исраэл Дорион «Царство Линкеуса» (к 100-летию со дня рождения Поппера-Линкеуса, опубликовано в Иерусалиме в 1939 г.);
2. Исраэл Дорион «Конец борьбы за существование» (1954, с предисловием Альберта Эйнштейна, датированным февралём того же года);
3. Мендель Зингер «Гуманист Поппер-Линкеус» (к 50-летию со дня смерти, 1971);
4. Исраэл Дорион «Поппер-Линкеус — решение проблемы существования» (к 60-летию со дня смерти, 1981);
5. Эфраим Вольф «Иосиф Поппер-Линкеус — великий гуманист и многогранный мыслитель» (1996; русский оригинал опубликован в Москве в 1997 г. под названием «Иосиф Поппер-Линкеус — гуманист и мыслитель»).

На английском языке:
1. Альберт Эйнштейн «Мир, как я его вижу» (1932);
2. Генри Вахтель «Всеобщее обеспечение и свободное предпринимательство» (1954, с предисловием А. Эйнштейна, датированным июлем того же года).